# Grube Maiblume
Die Grube Maiblume ist eine ehemalige Galmei-Grube des Bensberger Erzreviers in Bergisch Gladbach. Das Gelände gehört zum Stadtteil Gronau.

## Geschichte
Aufgrund eines Mutungsgesuchs vom 25. Dezember 1853 unter dem Namen „Maximilian“ erfolgte die Verleihung des Grubenfeldes am 25. Oktober 1854 mit dem Namen Maiblume auf Galmei,  Bleierz und Eisenstein. Der Verleihungsriss von 1853 zeigt, dass man Schächte und Stollen in der Grube angelegt hatte. Zeitzeugen berichteten, dass sie als Kinder nach dem Zweiten Weltkrieg in diesem Bereich gespielt hätten. Dort habe es tiefe „Kuhlen“ und  „Löcher“ gegeben. Es hätten sich auch einige „Höhlen“ auf dem Gelände befunden, in die sie mit Kerzen hineingekrochen seien. Wie und wann der Abbau vorgenommen wurde, ist nicht bekannt.

## Lage und Relikte
Das Grubenfeld Maiblume erstreckte sich zwischen dem Duckterather Weg und der Buchholzstraße sowie zwischen der Hermann-Löns-Straße und der Mülheimer Straße. Zwischen der Britanniahütte und der Hermann-Löns-Straße sowie östlich von der Nikolaus-Lenau-Straße war ein Kalksteinbruch, in dem die Grube Maiblume aufgeschlossen worden ist. Mehrere, zum Teil größere Pingen und Halden lassen die frühere Montantätigkeit erkennen. Man kann aber nicht genau feststellen, welche Relikte von dem früheren Steinbruch und welche vom Bergbau stammen. Erschwerend kommt hinzu, dass im nördlichen Teil 1998 die Häuser Hermann-Löns-Straße 74 – 112 gebaut worden sind. In diesem Bereich waren schon vor Jahren Aufschüttungen des Geländes erfolgt.